# Walter Muschg
Walter Muschg (21. květen 1898, Witikon (Curych) – 6. prosinec 1965, Basilej) byl švýcarský germanista, literární kritik a vysokoškolský pedagog. Jeho mladším bratrem je spisovatel Adolf Muschg.

## Život a dílo
Vystudoval germanistiku, psychologii a klasickou filologii na univerzitě v Curychu; od roku 1936–1965 byl profesorem dějin německé literatury na univerzitě v Basileji; mezi jeho žáky patřili kupříkladu literáti Max Frisch, či Urs Widmer.
Jako literární kritik zastával názor, že dílo německého spisovatele Bertolta Brechta nelze správně pochopit bez jeho literárního zařazení mezi expresionisty (např. sbírku Hauspostille označil jako „ein Brevier expressionistischer Strömungen“).

### Publikační činnost (výběr)
- Die Zerstörung der deutschen Literatur: Und andere Essays. Zürich: Diogenes Verlag, 2009. 956 S.
- Tragische Literaturgeschichte. Zürich: Diogenes Verlag, 2006. 752 S.
- Von Trakl zu Brecht: Dichter des Expressionismus (1963)